# Giorgio Croci
Giorgio Croci (Gallarate, 19 april 1893 - ?) was een Italiaans atleet. Hij nam deel aan de Olympische Zomerspelen van 1920.

## Belangrijkste resultaten

### Olympische Zomerspelen
| Jaar | Plaats    | Discipline | Onderdeel             | Resultaten                                                                           |
| ---- | --------- | ---------- | --------------------- | ------------------------------------------------------------------------------------ |
| 1920 | Antwerpen | Atletiek   | 100 m (m)             | eerste ronde: 3e (reeks 10)                                                          |
| 1920 | Antwerpen | Atletiek   | 4x100 m estafette (m) | eerste ronde: DSQsamen met: Giovanni-Battista Orlandi Mario Riccoboni Vittorio Zucca |

### Persoonlijke records
| Onderdeel | Tijd    | Jaar |
| --------- | ------- | ---- |
| 100 m     | 10,8 s. | 1918 |

- Bibliothèque nationale de France: cb16689787p (data)
- Virtual International Authority File: 316451637